# Scotinella custeri
Scotinella custeri là một loài nhện trong họ Phrurolithidae.
Loài này thuộc chi Scotinella. Scotinella custeri được Herbert Walter Levi miêu tả năm 1951.